# Bronniki
Bronniki (ukr. Бронники, Bronnyky) – wieś na Ukrainie, w obwodzie rówieńskim, w rejonie rówieńskim. W 2001 roku liczyła 882 mieszkańców.
Pierwsza wzmianka o wsi pochodzi z 1545 roku. W 1754 roku wzniesiona została drewniana cerkiew Opieki Matki Bożej. W latach 1927–29 wybudowano nową, także drewnianą, cerkiew. W czasach radzieckich w miejscowości znajdowała się siedziba kołchozu im. Kotowskiego.
W okolicach tej miejscowości w 1920 rozgrywała się bitwa pod Równem.

## Bibliografia

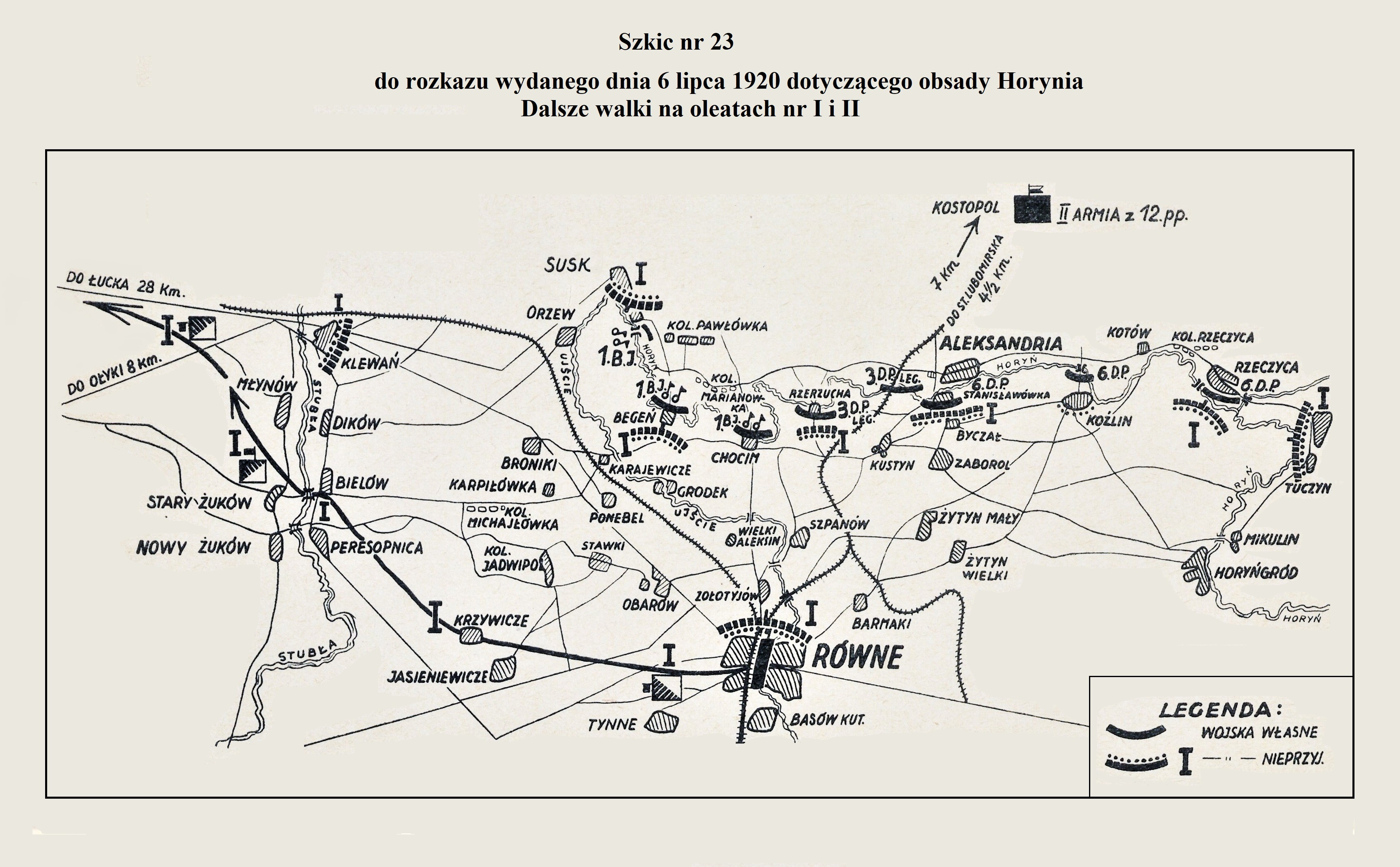
Gen. Kazimierz Raszewski, Wspomnienia z własnych przeżyć do końca roku 1920